# Mount Weller (Viktorialand)
Mount Weller ist ein 2420 m hoher Berg im ostantarktischen Viktorialand. In den Quartermain Mountains ragt er 6 km südwestlich des Pyramid Mountain oberhalb der Westseite des Beacon Valley auf.
Sein Name ist erstmals auf einer Landkarte des neuseeländischen Department of Lands and Survey zu finden, die auf Vermessungen neuseeländischer Wissenschaftler zwischen 1957 und 1960 sowie Luftaufnahmen der United States Navy basiert. Namensgeber ist vermutlich Able Seaman William Isaac Weller (1878–unbekannt) von der Royal Navy, der zur Besatzung auf der RRS Discovery bei der Discovery-Expedition (1901–1904) unter der Leitung des britischen Polarforschers Robert Falcon Scott gehört hatte und dabei im November 1903 gemeinsam mit Petty Officer Thomas Kennar (1876–1945) und dem Geologen Hartley Ferrar an der ersten geologischen Erkundung der Quartermain Mountains beteiligt war.